# Construire un récit
Construire un récit est un traité d'Yves Lavandier (auteur de La Dramaturgie) consacré à la conception et l’écriture de récits destinés au cinéma, au théâtre, à la télévision, à la bande dessinée mais aussi, dans une moindre mesure, au roman. Sa première édition est parue en juin 2011 aux éditions Le Clown & l'Enfant. Le livre a été réédité et augmenté en février 2016. Puis augmenté encore de 25 % en 2019 dans une deuxième réédition publiée par les Impressions Nouvelles. Une version anglaise (Constructing a Story, traduction d'Alexis Niki) est parue en mai 2017.

## Contenu
En 2011, à l’occasion de la réédition de La Dramaturgie, Yves Lavandier décide d'extraire les chapitres les plus pratiques du livre et d’en faire des ouvrages à part entière : Construire un récit, Évaluer un scénario (paru également en 2011) et Récits dramatiques exemplaires (à paraître). Construire un récit passe ainsi des 50 pages qu’il occupait dans La Dramaturgie à 170, puis à 220 pour sa réédition en 2016.
L’ambition d’Yves Lavandier est d’aider les auteurs qui ont envie de raconter une histoire à transmettre leur pensée et leur univers de façon accessible. Pour cela, il propose une méthode qui consiste à partir du sens pour arriver au récit complet, en passant par le pitch, les fondations, les jalons, le scène-à-scène et le traitement. Le principe général étant qu'« on ne construit pas une maison en commençant par le papier peint. »
En sus de plusieurs passages consacrés au travail de caractérisation, un gros chapitre des deux dernières éditions (2016 et 2019) est entièrement consacré à la trajectoire interne, c’est-à-dire à la transformation psychologique possible de l’un des personnages. L’auteur y donne des outils pour justifier une transformation et analyse une vingtaine d’œuvres, sous l’angle de la trajectoire interne. La Liste de Schindler, Une maison de poupée, La Mégère apprivoisée, Les Mille et Une Nuits, Œdipe roi, Toy Story, Un chant de Noël, Un jour sans fin, Vol au-dessus d’un nid de coucou, Astérix et les Normands font partie des œuvres examinées. Dans son analyse du début de Tootsie, Yves Lavandier explique que le protagoniste (Dustin Hoffman) n’est pas caractérisé comme un macho qui doit apprendre à respecter les femmes, contrairement à ce que beaucoup de théoriciens américains affirment.

## Couverture
La photo de couverture des éditions 2011 et 2016 représente un chou romanesco, c’est-à-dire un exemple naturel de structure fractale. En effet, Yves Lavandier considère que le couple objectif-obstacles est le motif de base du récit et suit un principe fractal. En d'autres termes, le récit est la combinaison, à différentes échelles, de milliers de couples objectif-obstacles et des mécanismes qui en découlent : protagoniste, incident déclencheur, structure en trois actes, climax, etc. L'auteur prend l'exemple d'Il était une fois dans l'Ouest pour illustrer sa démonstration.
La version de 2019, publiée par les Impressions Nouvelles, présente en couverture une photo extraite de Un jour sans fin.